# Nematocladia
Nematocladia là một chi rêu trong họ Myriniaceae.